# 북한인권정보센터
(사)북한인권정보센터(NKDB, Database Center for North Korean Human Rights)는 북한의 인권개선과 북한인권침해(과거사)청산을 주요 목표로 하고 있는 순수 비영리 NGO이다. 북한인권침해 실태조사, 북한인권기록보존소 운영을 통한 북한인권침해 기록DB 구축 및 관리, 북한인권침해 구제 및 예방, 북한인권피해자 보호와 정착지원 사업을 진행하고 있다.
북한인권정보센터는 2007년, 산하에 자체 북한인권기록보존소를 설립하고 북한인권 통합 데이터베이스를 구축하기 시작하여 현재(2020.06. 기준)까지 북한인권피해 인물/사건에 대한 DB를 11만건 이상 축적하고 있으며, 정례적으로 북한인권백서, 북한종교자유백서, 북한인권에 대한 국민인식조사 보고서, 북한이탈주민 경제사회통합실태 보고서를 발간하고 있다.
산하조직으로 북한인권기록보존소, 8대 북한인권감시본부, NKDB정착지원본부, 남북사회통합교육원을 두고 있다.

## 부설기관

### 북한인권기록보존소
북한인권정보센터(NKDB)의 부설기관으로, 북한인권 기록과 증거물을 체계적으로 관리 및 보존하고 북한인권피해 사건을 접수 및 조사/기록하며 향후 북한지역 과거사 청산을 위한 연구 및 준비를 위해 2007년에 설립되어 운영 중.(북한인권정보센터의 북한인권기록보존소는 독일 통일 전 서독의 잘츠키터 중앙기록보존소를 벤치마킹하여 개설됨)
북한인권정보센터의 북한인권기록보존소는 2007년, 국내에서 처음으로 북한의 인권유린 실태 통계화를 시도하였으며, 2007년 북한인권통계백서를 시작으로 현재까지, 북한인권백서를 발간하고 있음.(현재 북한인권백서를 발간하는 곳은 총 3 곳 : 통일연구원, 대한변호사협회, 북한인권정보센터)

#### NKDB통합인권DB
북한인권정보센터 북한인권기록보존소가 독자적으로 개발하여 운영하는 데이터베이스이다. 북한인권기록보존소는 문헌자료, 인터뷰 및 설문, 인터넷 게시물, 사진 및 영상물, 증거물 등을 통해 수집한 북한인권피해 사건들을 사건과 인물로 나누어 분석지를 활용하여 분석 후 북한인권피해 사건들을 권리유형에 따라 16개 대분류, 침해유형에 따라 86개 중분류, 104개 세부항목, 219개 도구 및 방법 항목으로 분류하여 NKDB 통합인권 DB에 저장 후 활용하고 있음.
[NKDB통합인권DB]는 데이터베이스의 공정성과 객관성 확보를 위하여 국제적으로 표준화된 인권피해사례 기록 및 분석 프로그램인 HURIDOCS의 WinEvsys와 Martus를 준용하여 독자적으로 개발되었음. 또한 공정성과 객관성 확보를 위하여 이를 저해할 수 있는 활동을 금지하고 있으며, 운영 재원 확보 및 집행의 자율성 확보를 위한 규정을 갖고 있음. 데이터베이스의 공정성 유지를 위하여 비정치, 비종교, 비영리를 추구하며, 국제적 신뢰성 확보를 위하여 조사범위와 내용은 국제인권규약을 바탕으로 하고 있음.

### 8대 북한인권감시기구
북한인권정보센터(NKDB)의 부설기관으로, 2016년 개설됨. 북한사형감시기구, 북한 구금시설 감시기구, 북한 종교 감시기구, 해외북한인권감시기구, 북한 핵/생물/화학무기 (ABC)감시기구, 북한 마약류 감시기구, 북한 UN권고이행감시기구, 북한 군인권 감시기구를 두고 활동하고 있으며 북한인권 특수자료 수집 및 분류, 특수분야 실태분석 및 책 발간 등의 활동을 진행하고 있음.

#### 감시기구 특별 보고서(단행본)[5]
- 보편적정례검토 권고사항의 수용 및 실행에 대한 모니터링(UN권고이행감시기구)
- 북한 종교자유 백서(북한 종교 감시기구)
- 북한군 인권 실태 보고서(북한 군인권 감시기구)
- 북한 밖의 북한 : 폴란드, 몽골, 북한 해외 노동자의 삶과 인권 실태(해외북한인권감시기구) 등 다수 발간

### 정착지원본부
북한인권정보센터 설립 초기 당시 북한인권피해 조사를 통해 심리적/사회적/문화적 적응이 어려운 북한생활경험자들을 접하게 되면서, 이에 북한인권피해 경험자들의 사회 정착을 지원하기 위해 북한인권정보센터(NKDB)의 부설기관으로 2005년에 설립되었음. 북한인권정보센터 정착지원본부는 북한인권피해자 PTSD 심리상담 및 정착지원, 귀환 대한민국 국군 포로/납북자 적응교육 및 정착지원, 비보호 북한이탈주민 정착지원, 생애구술사 연구 등을 주요 사업으로 진행하고 있음.

### 남북사회통합교육원
북한 인권 실태의 심각성에 대한 국민적 관심과 이를 개선하기 위한 노력을 촉구할 필요성에 따라, 2011년 북한인권아카데미 1기를 시작으로, 2016년에는 남북사회통합교육원을 개설하였음. 현재 남북사회통합교육원은 매년 상하반기, 시민사회를 대상으로한 5개 아카데미를 진행하고 있음(현재 남북사회통합교육원 원장 : 홍양호 (1955년))

## 주요 연혁[1]
2003
- 2003년 5월 10일 북한인권정보센터 설립
- 2003년 제 1대 이사장 김상헌 취임
- 2003년 제 1대 소장 윤여상 취임

2004
- 2004년 사단법인 인가
- 2004년 북한인권정보센터 홈페이지 개설[8]

2005
- 2005년 NKDB정착지원본부 개설
- 2005년 NK Social Research 개설

2006
- 2006년 새터민 정신건강(PTSD) 향상을 위한 통합시스템 구축방안 연구
- 2006년 납북자 가족 실태조사 실시
- 2006년 이산가족 실태조사 실시
- 2006년 새터민 여성청소년 실태조사 실시

2007
- 2007년 북한인권기록보존소 개설[9]
- 2007년 북한인권통계백서[9], 북한종교자유백서[10], 북한이탈주민 경제활동 실태조사[11] 출판
- 2007년 각 국의 이주민 지원제도 비교연구
- 2007년 새터민 정신건강(PTSD) 향상을 위한 전국단위 통합 서비스 지원사업 시행
- 2007년 북한인권백서 발간기념 세미나 진행
- 2007년 새터민 정착지원을 위한 건강한 조력자되기 세미나 진행

2008
- 2008년 북한인권 실태조사 실시

- 2008년 귀환국군포로 사회적응교육 시범사업 실시
- 2008년 새터민 청소년의 학교 적응력 향상 및 진로 설정을 위한 집단 프로그램 실시
- 2008년 상호작용의 시각에서 다시 보는 새터민-남한조력자와의 관계 세미나 진행
- 2008년 하반기 정책토론회 실시
- 2008년 북한인권기록보존소 창립 2주년 기념 북한인권백서 발간 세미나 진행

2009
- 2009년 북한인권 실태조사 실시

- 2009년 제2대 소장 김웅기 변호사 취임
- 2009년 북한 정치범수용소 실태조사 실시
- 2009년 귀환 납북자 사회적응교육 시범 실시
- 2009년 귀환 국군포로 사회적응교육 실시
- 2009년 북한인권 시민교육 방송 실시
- 2009년 탈북 청소년의 자아존중감 향상을 위한 집단상담 프로그램 실시
- 2009년 북한인권기록보존소의 설립과 합리적 운영방안 모색을 위한 대토론회 실시
- 2009년 북한인권개선 전략 개발 국제세미나 실시(미국 워싱턴)

2010
- 2010년 북한인권 실태조사 실시

- 2010년 이산가족 실태조사 실시
- 2010년 북한이탈주민 경제실태 및 주거실태 연구
- 2010년 북한 현장정보 수집사업 실시
- 2010년 귀환 국군포로 사후관리 사업 진행
- 2010년 북한인권 시민교육방송 실시
- 2010년 북한인권 종합평가 및 향후 북한인권 변화 전망 세미나
- 2010년 북한인권 실태 및 개선 방안 모색_Freedom House, SAIS 공동 국제세미나

2011
- 2011년 북한인권 실태조사 실시

- 2011년 북한 현장정보 수집사업 진행
- 2011년 북한인권 사건리포트 발행 사업 실시
- 2011년 북한인권아카데미 1기 시작
- 2011년 북한인권 실태 세미나(워싱턴 국제 세미나)진행
- 2011년 해외탈북자 지원실태 및 사업 프로그램 개발 평가 세미나 진행
- 2011년 북한 정치범수용소와 구금시설의 어제와 오늘 세미나 진행

2012
- 2012년 북한인권 실태조사 실시

- 2012년 정착지원본부 내 국군포로, 납북자 정착지원센터 개설
- 2012년 북한인권 사건리포트 발행 사업 진행
- 2012년 북한이탈주민 고령자의 생활실태와 지원방안 연구
- 2012년 남북공동체 기반 조성을 위한 재외동포 활용방안 연구
- 2012년 북한인권 종합평가 및 김정은 정권의 북한인권 변화전망 세미나 진행
- 2012년 북한인권 사건 리포트와 인권침해 : 사건기록과 인권운동 세미나 진행

2013
- 2013년 북한인권 실태조사 실시

- 2013년 외국인 관계자 대상 북한인권 영문 정례브리핑 시작
- 2013년 귀환 국군포로 정착지원사업 진행
- 2013년 중국의 탈북자 강제송환 실태와 개선방안 연구
- 2013년 북한이탈주민 정착지원 맞춤형 제도개선을 위한 현장 실태조사 실시
- 2013년 북한인권 사건 리포트 발행 사업 진행
- 2013년 북한인권실태조사 자료 유형 분석 및 분류 보고서 작성, COI(유엔북한인권조사위원회, Commission of Inquiry on North Korea)제출
- 2013년 중국의 탈북자 강제송환과 인권침해 실태 시미나 진행
- 2013년 북한인권백서 및 종교자유백서 출판 세미나 진행
- 2013년 북한인권 사건리포트와 인권침해 : 사건기록과 인권운동 세미나 진행
- 2013년 북한이탈주민 경제활동 동향 보고서 발간기념 세미나 진행

2014
- 2014년 북한인권 실태조사 실시

- 2014년 북한이탈주민에 대한 국민인식 및 차별 실태조사 진행
- 2014년 귀환 국군포로, 귀환 납북자 정착지원사업 진행
- 2014년 북한인권 실태 현황 인터넷 홍보용 비주얼 아틀라스 구축사업 진행
- 2014년 UN 산하 고문피해방지기금(UNVFVT) 북한 고문 및 폭행 피해자를 위한 심리상담 진행
- 2014년 제 2대 이사장 박종훈 교수 취임
- 2014년 베를린장벽 붕괴 25주년 세미나 : 통일 독일의 사법적 청산과 사회통합이 한반도에 주는 교훈 국제 세미나 진행
- 2014년 북한인권개선과 북한인권법 제정을 위한 세미나 진행

2015
- 2015년 북한인권 실태조사 실시

- 2015년 북한이탈주민에 대한 국민인식 및 경제사회실태조사 진행
- 2015년 귀환 국군포로, 귀환 납북자 정착지원 사업 진행
- 2015년 통일외교아카데미 개설
- 2015년 NKDB정착지원본부 비보호 대상 정착지원사업 시작
- 2015년 북한 해외 노동자 현황과 인권실태 국내 세미나, 미국 워싱턴 세미나 진행
- 2015년 통일박람회 참여
- 2015년 북한 밖의 북한 : 북한 해외노동자 현황 및 인권실태 국제 세미나 진행
- 2015년 벨기에 브뤼셀 유럽 의회 북한 해외노동자 현황과 인권실태 세미나 진행
- 2015년 비보호 북한이탈주민 정착실태 및 정책제언 세미나 진행

2016
- 2016년 북한인권 실태조사 실시

- 2016년 제 3대 이사장 이재춘(전 러시아 한국 대사) 취임
- 2016년 한경비즈니스 싱크탱크 외교, 안보부분 16위 선정
- 2016년 북한이탈주민에 대한 국민인식 및 경제사회실태조사 진행
- 2016년 귀환 국군포로/납북자 정착지원 사업 진행
- 2016년 남북사회통합교육원 개설
- 2016년 8대 북한인권감시기구 개설
- 2016년 심리상담아카데미 개설
- 2016년 북한 구금시설 총서 I: 『교화소』 발간
- 2016년 북한 정치범수용소 근무자, 수감자 및 실종자 인명사전 발간
- 2016년 북한 밖의 북한 : 북한 해외노동자 현황 및 인권실태 단행본 발간
- 2016년 유엔 북한인권조사위원회(COI)보고서 발간 이후 북한인권 평가 보고서 : 북한인권정보센터 DB분석 중심으로 발간
- 2016년 통일박람회 참여
- 2016년 북한 해외 노동자의 삶과 인권실태에 관한 유럽 세미나 진행(폴란드 바르샤바, 독일 베를린, 영국 런던)
- 2016년 북한인권백서 발간 10주년 행사
- 2016년 프랑스 파리 국립동양대학 주최 'The North Korean Regime's Human Rights Record'세미나 진행
- 2016년 북한 주민의 마약 사용 실태 현황과 과제 세미나 진행
- 2016년 러시안 드림 : 러시아 내 북한 파견 벌목공과 건설 노동자의 인권실태 세미나, 단행본 발간

2017
- 2017년 북한인권 실태조사 실시

- 2017년 북한이탈주민에 대한 국민인식 및 경제사회실태조사 진행
- 2017년 귀환 국군포로/납북자 정착지원 사업 진행
- 2017년 통일사회복지아카데미 개설
- 2017년 사무실 이전 및 남북사회통합교육원 교육장 개소
- 2017년 북한 해외노동자 현황과 인권실태 네덜란드 세미나 진행
- 2017년 유엔인권이사회 보편적 인권정례검토(UPR)에 대한 북한의 권고 이행 조사 세미나 진행 및 단행본 발간
- 2017년 북한의 인권상황-구 동독 인권 사례 비교를 중심으로 세미나 진행
- 2017년 북한 해외노동자 현황과 개선 방안 일본 세미나 진행

2018
- 2018년 북한인권 실태조사 실시

- 2018년 북한이탈주민에 대한 국민인식 및 경제사회실태조사 진행
- 2018년 귀환 국군포로/납북자 정착지원 사업 진행
- 2018년 남북동행아카데미 개설
- 2018년 제1회 드림플러스포럼 진행
- 2018년 락앤락 후원 바자회 진행
- 2018년 고문피해여성을 위한 모금 프로젝트(크라우드펀딩)
- 2018년 군복 입은 수감자 : 북한군 인권 실태 보고서 단행본 발간
- 2018년 북한인권, 어떻게 개선할 것인가? 대담회 진행
- 2018년 북한인권법 개선을 위한 정책 세미나 진행
- 2018년 북한인권콘서트 진행
- 2018년 북한 여성의 생리(위생)관련 실태와 북한 내 취약계층 대북지원 세미나
- 2018년 지속가능발전목표(SDGs)와 인권의 결합을 통한 북한인권 개선 전략 개발 세미나 진행

2019
- 2019년 북한인권 실태조사 실시

- 2019년 북한이탈주민에 대한 국민인식 및 경제사회실태조사 진행
- 2019년 귀환 국군포로/납북자 정착지원 사업 진행
- 2019년 북한인권기록관 건립 추진위원회 조직
- 2019년 UN 산하 고문피해방지기금(UNVFVT) 북한 고문 및 폭행 피해자를 위한 심리상담 사업 6년 연속 진행
- 2019년 '나의 별에게 봄이 오면' 북한 여성 조사 실태 웹사이트 오픈
- 2019년 유엔인권이사회 UPR(보편적 정례인권 검토)에 대한 북한의 권고이행 조사 보고서 단행본 발간
- 2019년 제네바 유엔 UPR(보편적 정례인권 검토) 북한인권 옹호 활동
- 2019년 8월~10월 "SDGs와 북한인권" 시리즈 워크숍 진행
- 2019년 UN SDG Goal3과 북한주민의 건강권 세미나 진행
- 2019년 북한주민 강제북송 사건 책임규명 및 정책 개발 세미나 진행

2020
- 2020년 북한인권 실태조사 실시

- 2020년 제 4대, 신영호 이사장 취임
- 2020년 귀환 국군포로/납북자 정착지원 사업 진행
- 2020년 북한인권 온라인 라키비움 구축 시작